# Berki tücsökmadár
A berki tücsökmadár (Locustella fluviatilis) madarak osztályába , ezen belül a verébalakúak (Passeriformes) rendjébe és a tücsökmadárfélék (Locustellidae) családjába tartozó faj.

## Előfordulása
Európában észak felé Skandinávia déli részéig, nyugaton Németország nyugati részéig, dél felé a Duna alsó folyásáig, keletre Ázsiában az Irtisz-folyóig terjed a fészkelő területe. Északi és nyugati irányba terjeszkedő faj, fészkelési gyakorisága Magyarországon is nő.
Hosszú távú vonuló, Kelet-Afrikában telel, hazánkba április végén érkezik és szeptember elején vonul el. Palearktikus elterjedésű monotipikus faj.

## Megjelenése
Testhossza 14,5–16 centiméter, szárnyfesztávolsága 19–22 centiméter, testtömege pedig 19–22 gramm. Meglehetősen nagy, sötét, nyúlánk poszátaféle széles lekerekített farokkal. Felsőteste egyöntetű sötét szürkésbarna színű, alsó teste piszkos fehér, testoldala olív árnyalatú barnás szürke. Csőre meglehetősen sötét, lába rózsaszín. A korok és nemek hasonlóak. Hangja nem túl jellegzetes, „zrr” és torokhangú „csik”, kabócák vagy egy nagy teljesítményű varrógép hangjára hasonlít.

## Életmódja
Nedves lombhullató erdőkben költ folyók mentén és mocsarak szélén, gyakori lehet árnyas nyír-, fűz- és égerlápokban is. Félénk, rejtőzködő madár. Tápláléka kisebb gerinctelenekből, rovarokból, pókokból áll.

## Szaporodása

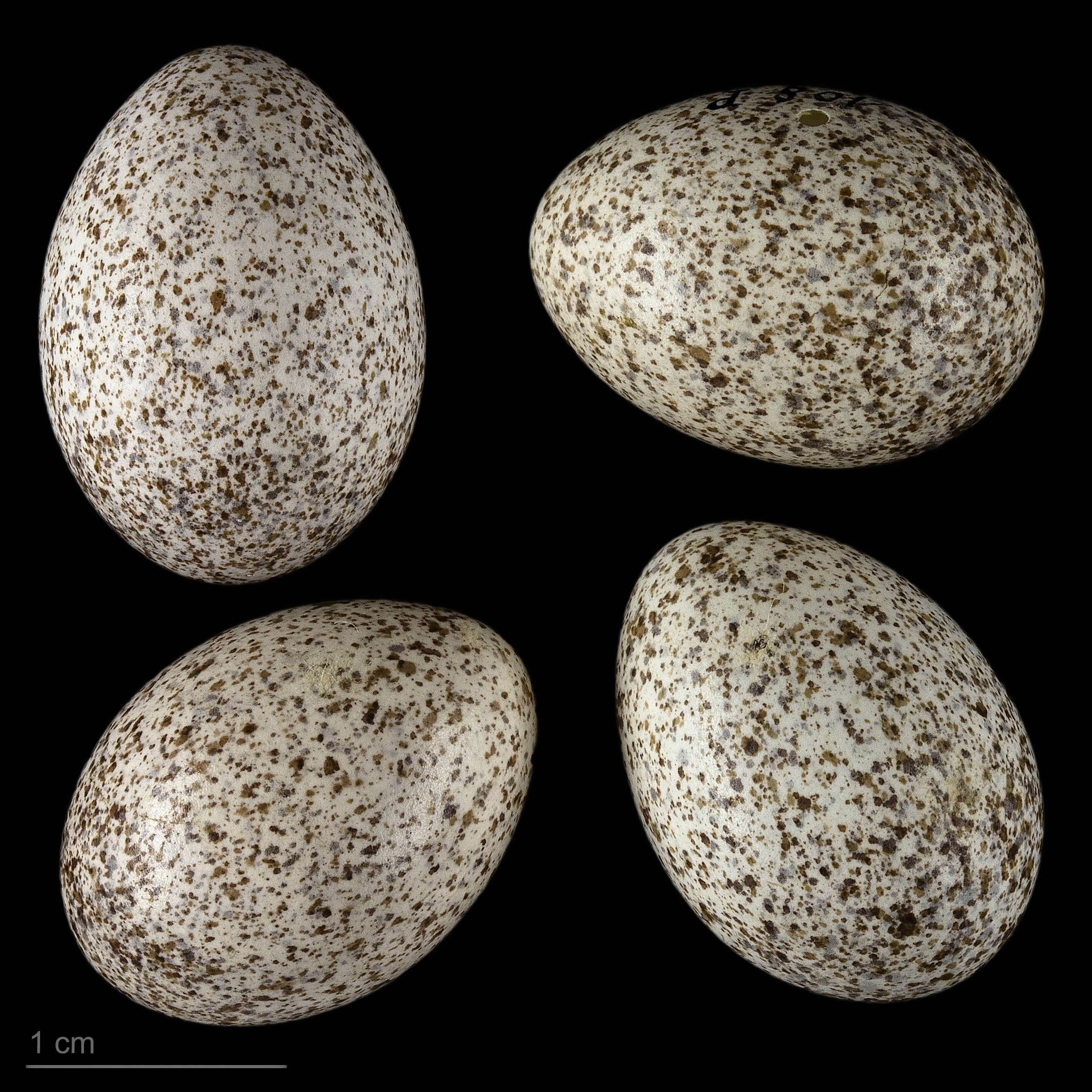
Locustella fluviatilis

Évente egyszer, május végén-július elején költ. A tojó fészkét sűrű csalánosokba, indák közé, talajhoz közel építi. A 4-5 tojáson a pár felváltva kotlik, 13-15 napig. A fiókák etetésében a hím is részt vesz. Territóriumtartó faj, a hím jellegzetes, kéttagú „pirregésével” jelzi a területét.

## Állománynagysága
Teljes Európai állományát 400 000 és 1,5 millió közöttire becsülik. Magyarországon elég gyakori fészkelő, valamint rendszeres átvonuló és téli vendég. Hazai fészkelő állományát mintegy 5000-10 000 párra becsülik.

## Védettsége
Európában biztos állománnyal rendelkező faj. Magyarországon védett, természetvédelmi értéke 50 000 Ft.